# 祐木鎧
祐木 鎧（ゆうき がい、1974年4月8日 - 2003年3月7日）は、日本のアクション俳優、ミュージカル俳優。
GUY's ACTION、TEAM HEAT代表であった。

## 人物
17歳で千葉真一率いる「JAC」に入団。Vシネマやテレビで活躍、また殺陣の指導なども務める。
退団後、劇団四季に入団。『クレイジーフォーユー』などミュージカルで活躍。四季を退団後はさらなる飛躍を目指し、みずからのアクテイングチーム「Guy's ACTION」を自身のプロデューサーであり、マネージャーであった市村惠（現・米澤惠）と共に設立。
チャリティミュージカルや海外でのアクションショーにも意欲を燃やす。
またフリーの俳優として、『レ・ミゼラブル』など多数のミュージカルにも出演している。
類希な個性とアクションはもちろん、その歌唱力にもファンが多いマルチ俳優。
2001年12月、神奈川県川崎市溝の口にて、日本で始めての現役のプロのみが出演するミュージカルエンターテイメントカフェ「ミュージカル・デポ・ムーサ」をオープン。
ショーを通してミュージカルを広く知ってもらいたいと精力的に活動。
チャリティ公演などにも意欲的に動いた。
2003年3月7日、喘息による発作により、自身の拠点であったMUSAの舞台上で永眠。
今も多くの仲間たちの心の中で生きている。
現在、祐木鎧の芸能面における管理責任は市村（米澤）に一任されている。

## 代表作
- レ・ミゼラブル
- 心血鬼ドラキュラ
- THE RINK